# Чемпіонат УРСР з легкої атлетики 1972
Чемпіонат УРСР з легкої атлетики 1972 був проведений у два етапи. У травні для багатоборців у Києві, а у липні в Вінниці, Миколаєві та Чернівцях відбулися зональні змагання. Фінальні змагання 12-15 серпня приймав стадіон «Динамо» у Харкові.
У більшості видів перемогли молоді спортсмени, але результати були низькими. На результати вплинула відсутність найсильніших атлетів і строки проведення чемпіонату, які припали на період підготовки збірної СРСР до XX літніх Олімпійських ігор.
Республіканські чемпіонати з інших дисциплін легкої атлетики були проведені окремо.

## Призери основного чемпіонату

### Чоловіки
| Дисципліни                | Золото                              | Золото    | Срібло                               | Срібло | Бронза                          | Бронза |
| ------------------------- | ----------------------------------- | --------- | ------------------------------------ | ------ | ------------------------------- | ------ |
| 100 метрів                | Микола Трусов Одеська обл.          | 10,4      | Віктор Зоркін Харківська обл.        |        | Володимир Рец Миколаївська обл. | 10,5   |
| 200 метрів                | Микола Трусов Одеська обл.          | 21,6      |                                      |        |                                 |        |
| 400 метрів                | Сергій Рибаченко Запорізька обл.    | 48,3      |                                      |        |                                 |        |
| 800 метрів                | Олександр Комишанов Львівська обл.  | 1.50,2    |                                      |        |                                 |        |
| 1500 метрів               | Анатолій Недибалюк Вінницька обл.   | 3.46,8    |                                      |        |                                 |        |
| 5000 метрів               | Борис Оляницький Донецька обл.      | 14.12,4   |                                      |        |                                 |        |
| 10000 метрів              | Борис Оляницький Донецька обл.      | 30.09,6   |                                      |        |                                 |        |
| 110 метрів з бар'єрами    | Віктор Євсєєв Донецька обл.         | 14,3      |                                      |        |                                 |        |
| 200 метрів з бар'єрами    | Валерій Федоренко Львівська обл.    | 23,3      |                                      |        |                                 |        |
| 400 метрів з бар'єрами    | Валерій Федоренко Львівська обл.    | 51,2      |                                      |        |                                 |        |
| 3000 метрів з перешкодами | Володимир Казмірчук Донецька обл.   | 8.49,4    |                                      |        |                                 |        |
| 4×100 метрів              |                                     |           |                                      |        |                                 |        |
| 4×400 метрів              |                                     |           |                                      |        |                                 |        |
| Ходьба 20000 метрів       | Борис Яковлєв Київ                  | 1:35.06,2 |                                      |        |                                 |        |
| Стрибки у висоту          | В'ячеслав Гох Київ                  | 2,11      |                                      |        |                                 |        |
| Стрибки з жердиною        | Геннадій Блізнєцов Харківська обл.  | 5,00      |                                      |        |                                 |        |
| Стрибки в довжину         | Володимир Тимофеєв Харківська обл.  | 7,40      |                                      |        |                                 |        |
| Потрійний стрибок         | Анатолій Бойко Донецька обл.        | 15,78     |                                      |        |                                 |        |
| Штовхання ядра            | Леонід Смелаш Київ                  | 18,17     | Анатолій Ярош Ворошиловградська обл. | 18,12  |                                 |        |
| Метання диска             | Віктор Журба Ворошиловградська обл. | 58,18     | Валерій Волощук Київ                 | 56,46  |                                 |        |
| Метання молота            | Анатолій Федотенков Одеська обл.    | 68,12     |                                      |        |                                 |        |
| Метання списа             | Юрій Шурхал Одеська обл.            | 76,30     |                                      |        |                                 |        |
| Десятиборство             | Володимир Гамалій Київ              | 7368      | Андрій Квітченко Київ                | 7294   | Володимир Стрижов ???           | 7160   |

### Жінки
| Дисципліни             | Золото                                  | Золото | Срібло | Срібло | Бронза | Бронза |
| ---------------------- | --------------------------------------- | ------ | ------ | ------ | ------ | ------ |
| 100 метрів             | Тетяна Скачко Ворошиловградська обл.    | 12,0   |        |        |        |        |
| 200 метрів             | Людмила Аксьонова Київ                  | 24,5   |        |        |        |        |
| 400 метрів             | Наталія Липова Закарпатська обл.        | 55,0   |        |        |        |        |
| 800 метрів             | Ольга Вахрушева Донецька обл.           | 2.13,2 |        |        |        |        |
| 1500 метрів            | Зінаїда Голованько Вінницька обл.       | 4.27,7 |        |        |        |        |
| 3000 метрів            | Людмила Гаврилова Донецька обл.         | 9.42,6 |        |        |        |        |
| 100 метрів з бар'єрами | Любов Свєженцева Донецька обл.          | 13,8   |        |        |        |        |
| 200 метрів з бар'єрами | Тамара Стратіус Харківська обл.         | 27,3   |        |        |        |        |
| 4×100 метрів           |                                         |        |        |        |        |        |
| 4×400 метрів           |                                         |        |        |        |        |        |
| Стрибки у висоту       | Тамара Галка Одеська обл.               | 1,71   |        |        |        |        |
| Стрибки в довжину      | Тетяна Новикова Дніпропетровська обл.   | 6,03   |        |        |        |        |
| Штовхання ядра         | Анна Роміна Донецька обл.               | 16,45  |        |        |        |        |
| Метання диска          | Людмила Машарова Ворошиловградська обл. | 54,44  |        |        |        |        |
| Метання списа          | Ольга Лузіна Ворошиловградська обл.     | 48,84  |        |        |        |        |
| П'ятиборство           | Любов Апанович Запорізька обл.          | 3906   |        |        |        |        |

## Інші чемпіонати
- Чемпіонат УРСР з кросу був проведений 9 квітня в Чернівцях.
- Чемпіонат УРСР з марафонського бігу та шосейної спортивної ходьби на 50 кілометрів серед чоловіків був проведений 27-29 жовтня в Ужгороді.

### Чоловіки
| Дисципліни           | Золото                           | Золото    | Срібло | Срібло | Бронза | Бронза |
| -------------------- | -------------------------------- | --------- | ------ | ------ | ------ | ------ |
| Крос 8 км            | В'ячеслав Гамалін ???            | 24.03,2   |        |        |        |        |
| Марафон              | Василь Шалимінов Київ            | 2:20.56,0 |        |        |        |        |
| Ходьба 50 кілометрів | Василь Колодочка Полтавська обл. | 4:18.33,0 |        |        |        |        |

### Жінки
| Дисципліни | Золото                                | Золото | Срібло              | Срібло | Бронза | Бронза |
| ---------- | ------------------------------------- | ------ | ------------------- | ------ | ------ | ------ |
| Крос 2 км  | Ніна Моргунова Ворошиловградська обл. | 6.22,0 | Людмила Сорока Київ | 6.23,2 |        |        |